# ORF Radio-Symphonieorchester Wien
Das ORF Radio-Symphonieorchester Wien des Österreichischen Rundfunks ist ein bedeutendes österreichisches Orchester.

## Geschichte
Nach dem Zweiten Weltkrieg im Jahre 1945 stellte Max Schönherr (Dirigent, Komponist, Arrangeur) mit nur zirka 50 Musikern ein Orchester für die Radioverkehrs-Aktiengesellschaft „RAVAG“, später Österreichischer Rundfunk, zusammen. In dieser Form spielte es auch, gemeinsam mit dem Chor des Wiener Schubertbundes, am 7. März 1947 die Uraufführung der neuen österreichischen Bundeshymne. Max Schönherr dirigierte das Wiener Funkorchester, aus dem später das „Große Wiener Rundfunkorchester“ entstand, 23 Jahre lang. Als das Orchester immer mehr mit symphonischer Musik betraut wurde, änderte man den Namen in „Großes Orchester des Österreichischen Rundfunks“.
Das Radio-Symphonieorchester Wien (RSO Wien) ging 1969 aus dem Großen Orchester des Österreichischen Rundfunks (ORF) hervor und trug zunächst bis 1996 den Namen ORF-Symphonieorchester. Nach der Rundfunkreform 1967 wurde Otto Sertl 1969 Musikchef des Österreichischen Rundfunks. Seine Aufgabe war es, Rundfunkorchester nach deutschem und englischem Vorbild zu formen. Milan Horvat wurde erster Dirigent. Er entwickelte das Orchester zu einem großen Ensemble für zeitgenössische Musik.
Mit dem damals 31-jährigen Leif Segerstam übernahm 1975 erstmals ein junger Dirigent das Orchester. In seiner Zeit als Dirigent und Künstlerischer Leiter bis 1982 lag ein Schwerpunkt des Programms auf nordischen Komponisten wie Jean Sibelius. 1987, also bereits nach seiner Zeit in Wien, dirigierte Segerstam einen kompletten Sibelius-Abend als Festkonzert zur 70-jährigen finnischen Unabhängigkeit in der Wiener Hofburg.
1982 folgte mit Lothar Zagrosek ein Dirigent, der insbesondere Musik aus dem 20. Jahrhundert dirigierte. Zu den Aufnahmen aus dieser Zeit gehören Gottfried von Einems Dantons Tod, Karl Amadeus Hartmanns Gesangsszene, Josef Matthias Hauers Salambo, Ernst Kreneks Orgelkonzert op. 235, Frank Martins Der Cornet (ausgezeichnet mit dem Grand Prix du Disque), Olivier Messiaens Saint François d'Assise, Franz Schmidts Das Buch mit sieben Siegeln und Alexander Zemlinskys Lyrischer Symphonie. Zagrosek löste seinen Vertrag 1986 auf, um Directeur musicale der Pariser Oper zu werden.
Sein Nachfolger wurde 1989 Pinchas Steinberg. In seiner Zeit erweiterte das Orchester sein Repertoire. Steinberg setzte einerseits neue Akzente mit konzertanten Aufführungen von Opernraritäten (wie Giuseppe Gazzanigas Don Giovanni o sia Il Convitato di Pietra), andererseits mit populären Faschingskonzerten.
1996 erfolgte die Umbenennung in RSO Wien, und Dennis Russell Davies übernahm die Leitung. Der Amerikaner brachte insbesondere mehrere Werke seines Landsmanns Philip Glass zur Aufführung.
Vom 1. September 2002 bis zum 30. August 2010 war Bertrand de Billy Chefdirigent. Unter seiner Leitung entwickelte sich das Orchester zu einem der führenden Klangkörper Österreichs.
Im Februar 2009 gab es eine erneute Umbenennung in ORF Radio-Symphonieorchester Wien oder ORF RSO Wien. Beheimatet ist das Orchester im Funkhaus Wien.
Auf de Billy folgte 2010 mit Cornelius Meister der bis dahin jüngste Chefdirigent. Er knüpfte mit preisgekrönten Aufnahmen von Gottfried von Einems Der Prozess und den Symphonien von Bohuslav Martinů erfolgreich an die Tradition seiner Vorgänger an.
Seit 2019 steht mit Marin Alsop die erste Frau am Pult des Orchesters  Der Vertrag wurde inzwischen bis 2025 verlängert.
Das Bruckner Orchester Linz und das Radio-Symphonieorchester Wien spielen unter der Gesamtleitung von Markus Poschner bis zum 200. Geburtstag Anton Bruckners 2024 alle Sinfonien des Komponisten erstmals in allen Fassungen ein. Bisher erschienen: die Nullte (1869), die Dritte (1873), die Vierte (1876; 1878–1880), die Sechste (1881) und die Achte (1887; 1890) (Capriccio).
Im Februar 2023 teilte ORF-Generaldirektor Roland Weißmann mit, dass das Radio-Symphonieorchester nicht mehr vom Sender finanziert werden könne. Das RSO sei nicht gesetzlich als Aufgabe des ORF festgelegt. Kunst- und Kulturstaatssekretärin Andrea Mayer setzte sich für den Weiterbestand des Orchesters ein. Sie bezeichnete das RSO als „Orchester von Weltrang“, das vor allem in Bezug auf die zeitgenössische Musik eine tragende Rolle für die österreichische Kulturlandschaft spiele. Außerdem setze das Orchester mit seinem hohen Frauenanteil Maßstäbe in der klassischen Musik.

## Programm

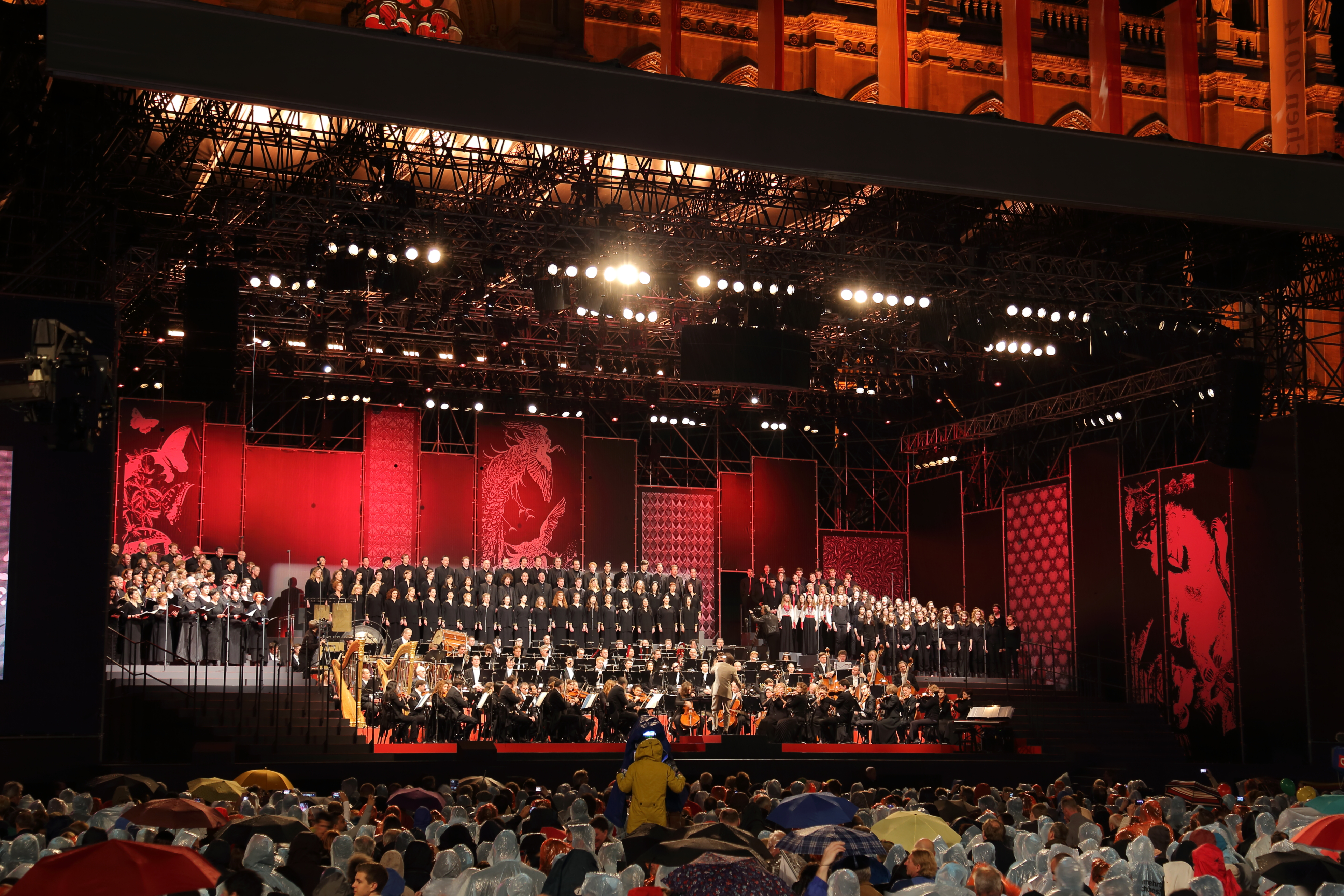
Das Orchester bei der Eröffnungsveranstaltung der Wiener Festwochen 2014

Der Programmschwerpunkt des Orchesters ist neben typischen Aufgaben eines Rundfunkorchesters auch die Pflege der zeitgenössischen Musik. Das Orchester erweitert seit 1969 kontinuierlich sein Repertoire von der Vorklassik bis zur Avantgarde.

### Musikvermittlung
Seit 2004 werden Gesprächskonzerte veranstaltet. Zunächst fanden sie sechsmal pro Saison mit dem Musikkritiker Wilhelm Sinkovicz statt, am Vormittag für Schulklassen sowie am Abend für die Öffentlichkeit. In der Saison 2019/2020 standen drei Abendkonzerte auf dem Programm, die von Christoph Becher und Teresa Vogl moderiert wurden. Unter dem Titel my RSO wurden eine Reihe von Angeboten für Kinder, Jugendliche und junge Erwachsene gebündelt.

### Gastspiele
Zusätzlich zu Konzertzyklen im Wiener Konzerthaus und im Wiener Musikverein wirkt das RSO Wien als ständiger Gast bei den wichtigen Festivals wie den Salzburger Festspielen, dem Carinthischen Sommer Villach, musikprotokoll/Steirischer Herbst Graz, den Wiener Festwochen und Wien Modern, Osterklang und dem KlangBogen mit und ist Opernorchester im Theater an der Wien. Auslandstourneen führten das Orchester unter anderem in die USA, nach Südamerika, China, Korea und Japan sowie in verschiedene europäische Länder.

### Kammermusik
1976 gründete die Konzertmeisterin Annemarie Ortner-Kläring das Kläring-Quartett, ein Streichquartett. Das Quartett war aktiv bis zur Reform des ORF 1996, in dessen Folge auch die kammermusikalischen Aktivitäten des Orchesters eingeschränkt wurden.
Seit 2017 führen die Musiker wieder einen Kammermusikzyklus im ORF RadioKulturhaus sowie im Arnold Schönberg Center durch.

### Filmmusik
Seit 2007 spielt das Orchester bei der jährlichen Filmmusik-Gala Hollywood in Vienna im Großen Saal des Wiener Konzerthauses zeitgenössische Werke der Filmmusik.
In den letzten Jahren kam eine Reihe von Soundtracks für Filmproduktionen dazu:
- 2012: Die Vermessung der Welt, Regie: Detlev Buck
- 2016: Kater, Regie: Händl Klaus
- 2016: Die Geträumten, Regie: Ruth Beckermann

## Chefdirigenten
- Milan Horvat (1969–1975)
- Leif Segerstam (1975–1982)
- Lothar Zagrosek (1982–1987)
- Pinchas Steinberg (1989–1996)
- Dennis Russell Davies (1996–2002)
- Bertrand de Billy (2002–2010)
- Cornelius Meister (2010–2019)
- Marin Alsop (seit September 2019)[7]
- Markus Poschner (ab 2026)[8]

## Auszeichnungen (Auswahl)
- 2018 – Aufnahme Bohuslav Martinů: The Symphonies, Dirigent Cornelius Meister
  - International Classical Music Awards in der Kategorie Symphonic[9]
  - Opus Klassik in der Kategorie Dirigent des Jahres für Cornelius Meister[10]
- 2019 – Live-Aufnahme Gottfried von Einem: Der Prozess (Salzburger Festspiele), Dirigent HK Gruber
  - Diapason d’or[11]
  - Preis der Deutschen Schallplattenkritik[11]
- Österreichischer Musiktheaterpreis 2024: Sonderpreis Orchester[12]